# Elmer Schoebel
Elmer Schoebel (East St. Louis Illinois, 8 settembre 1896 – 14 dicembre 1970) è stato un pianista, compositore e arrangiatore statunitense.

## Biografia

### Carriera
Schoebel ha suonato in film muti a Champaign, Illinois all'inizio della sua carriera. Dopo essere passato al vaudeville alla fine degli anni '10, suonò con la 20th Century Jazz Band a Chicago nel 1920. Nel 1922-23 fu membro dei New Orleans Rhythm Kings, poi diresse la sua band, conosciuta in vari modi come Midway Gardens Orchestra, Original Memphis Melody Boys e Chicago Blues Dance Orchestra, prima di unirsi a Isham Jones nel 1925. Dopo il ritorno a Chicago suonò con Louis Panico e Art Kassel e arrangiò per la Casa Editrice Melrose.
Negli anni '30, Schoebel scrisse e arrangiò, lavorando come arrangiatore capo per la divisione editoriale della Warner Bros. Dal 1940 in poi ha fatto qualche esecuzione con Conrad Janis, con i Rhythm Rebels di Blue Steele (1958) e con i suoi gruppi a St. Petersburg, Florida. Ha continuato a suonare fino alla sua morte.

### Composizioni
Schoebel scrisse una serie di canzoni standard, tra cui "Bugle Call Rag", "Stomp Off, Let’s Go","Nobody’s Sweetheart Now", "Farewell Blues" e "Prince of Wails". "Prince of Wails" fu l'unica composizione che Schoebel registrò come bandleader, nel 1929 come Brunswick 4652. Scrisse anche "I Never Knew What A Girl Could Do", "Oriental" e "Discontented Blues", mentre era un membro dei New Orleans Rhythm Kings.